# Tyler Gunn
Pour les articles homonymes, voir Gunn.
Tyler Gunn (né le 23 octobre 1999) est un athlète australien, spécialiste du 400 m.

## Carrière
Le 28 janvier 2019, il porte à Canberra son record personnel sur 400 m en 46 s 09.